# نقطه بوآس
نقطه بوآس (انگلیسی: Boas' point) ناحیه‌ای حساس به لمس در سمت چپ مهره ۱۲ سینه‌ای است که در برخی از بیماران مبتلا به زخم معده یافت می‌شود.
این نشانهٔ پزشکی به نام ایسمار ایزیدور بوآس نامگذاری شده است.